# Dewładowe
Dewładowe (ukr. Девладове) – osiedle na Ukrainie, w obwodzie dniepropetrowskim, w rejonie krzyworoskim, siedziba hromady. W 2001 liczyło 949 mieszkańców.